# Coupe inter-provinciale de soccer du Canada
La Coupe inter-provinciale de soccer du Canada (en anglais Inter-Provincial Cup) est une compétition organisée par l'Association Canadienne de Soccer (ACS). À la suite de la clôture de la saison, cette coupe voit s'affronter lors d'une rencontre aller-retour le champion du Québec en titre de Ligue1 Québec à celui de la League1 Ontario.

## Histoire
Cette compétition est créée le 16 octobre 2014.
La coupe inter-provinciale 2017 prévue en novembre est annulée car les champions 2017 de PLSQ et de League1 Ontario s'affrontent en juin 2018 dans le cadre du Championnat canadien de soccer 2018.

## Palmarès
| Édition | Vainqueur                   | Finaliste               | Scores  | Stades                                                | Villes               | Dates                              |
| ------- | --------------------------- | ----------------------- | ------- | ----------------------------------------------------- | -------------------- | ---------------------------------- |
| 2014    | Toronto FC Academy (1)      | CS Longueuil            | 0-4 0-0 | Bell Sports Complex Pickering Soccer Complex          | Brossard Pickering   | 1er novembre 2014 8 novembre 2014  |
| 2015    | Oakville Blue Devils (1)    | CS Mont-Royal Outremont | 3-1 2-2 | Sheridan Stadium Complexes Sportifs Terrebonne        | Oakville Terrebonne  | 1er novembre 2015 14 novembre 2015 |
| 2016    | CS Mont-Royal Outremont (1) | Vaughan Azzurri         | 1-1 1-2 | Complexes Sportifs Terrebonne Pickering Soccer Centre | Terrebonne Pickering | 5 novembre 2016 12 novembre 2016   |